# Borovac (Glavat)
Glavat je nenaseljeni hrvatski jadranski otočić, sjeverozapadno od Mljeta, između Mljeta i Glavata.
Dimenzije otoka su oko 100 x 50 metara.